# Cobos de Cerrato
Cobos de Cerrato település Spanyolországban, Palencia tartományban. Cobos de Cerrato Palenzuela, Antigüedad, Tabanera de Cerrato, Peral de Arlanza, Torrepadre és Royuela de Río Franco községekkel határos. Lakosainak száma 128 fő (2024).

## Népesség
A település népessége az elmúlt években az alábbi módon változott:
| Lakosok száma | 238  | 220  | 198  | 182  | 159  | 153  | 142  | 143  | 132  | 128  |
|               | 2001 | 2004 | 2007 | 2009 | 2012 | 2014 | 2017 | 2019 | 2022 | 2024 |